# Wapen van Valkenburg (Zuid-Holland)

Wapen van Valkenburg

Het wapen van Valkenburg heeft van eind 1952 tot 2006 dienstgedaan als wapen van de Zuid-Hollandse gemeente Valkenburg.

## Geschiedenis
Het wapen is bekend sinds de 15e eeuw, toentertijd kwam het voor op het wapen van Wassenaar, als zijnde het hartschild. Vanaf de tweede helft 18e eeuw wordt het wapen al genoemd zonder het wapen van het huis Wassenaer. Het voormalige wapen werd in 1815 al aangevraagd, dat wapen werd echter nooit toegekend. Waarom het wapen nooit werd toegekend is niet bekend. In 1952 vroeg de gemeente opnieuw een wapen aan. Dit wapen werd op 23 december 1952 toegekend door de Hoge Raad van Adel.

## Blazoen
De beschrijving van het wapen van Valkenburg luidde als volgt:
In goud een gekanteelde burcht van keel, op welks hoektinnen 2 toegewende valken van sabel zitten. Het schild gedekt met een gouden kroon van 3 bladeren en 2 paarlen.
Het schild is goudkleurig met daarop een rode toren. De toren heeft drie kantelen, op elk van de twee buitenste kantelen zit op de buitenste hoek een zwarte valk. De twee valken kijken naar elkaar. De twee valken op de burcht, maakt dit wapen tot een sprekend wapen.

## Verwant wapen

Het wapen van Katwijk